# Grand Concourse
Le Grand Concourse (à l'origine connu sous le nom de Grand Boulevard and Concourse) est une artère majeure dans l'arrondissement du Bronx à New York.

## Situation et accès
Certains des quartiers traversés par Grand Concourse comprennent Bedford Park, Concourse, Highbridge, Fordham, Mott Haven, Norwood et Tremont. L'Encyclopedia of New York City (en) répertorie également le Grand Concourse comme passant par Claremont, Mount Hope et Mount Eden.  

## Origine du nom
Le nom « Grand Concourse » vient de son appellation d'origine : Grand Boulevard et Concourse. En anglais, le mot concourse désigne généralement un grand espace ouvert.

## Historique
Il a été conçu par Louis Aloys Risse, un immigrant originaire de Saint-Avold, en Lorraine, France, qui avait précédemment travaillé pour le New York Central Railroad et a ensuite été nommé ingénieur topographique en chef pour le gouvernement de New York. 

## Bâtiments remarquables et lieux de mémoire
Plusieurs bâtiments importants pour New York et le Bronx, à la fois en raison de leur histoire et de leur utilisation actuelle, sont situés le long du Grand Concourse.  Parmi ceux-ci se distinguent :  
- Le palais de justice du comté de Bronx au 851 Grand Concourse. Construit en 1931-1934.
- Le bureau de poste général du Bronx au 558 Grand Concourse. Construit en 1935-1937.
- Le Bronx Museum of the Arts (Musée des Arts du Bronx)
- Dollar Savings Bank Building, au 2516-2530 Grand Concourse. Le siège de dix étages des Dollar Dry Dock Savings Banks (maintenant liquidé). Construit en 1932-1933 ; 1937-38 ; 1949-52 par l'architecte Adolf L. Muller de chez Halsey, McCormack & Helmer.
- Hostos Community College, au 475 Grand Concourse
- Loew's Paradise Theatre, à Fordham au 2403 Grand Concourse. Construit vers 1929.
- Alexander's Department Store (disparu) au coin de Concourse et Fordham Road
- Le cottage Edgar Allan Poe, la dernière maison d'Edgar Allan Poe. Situé au 2640 Grand Concourse.
- The Fish Building, au 1150 Grand Concourse[1]. Construit en 1937.
- Andrew Freedman Home au 1125 Grand Concourse. Construit en 1924.

## Dans la culture populaire

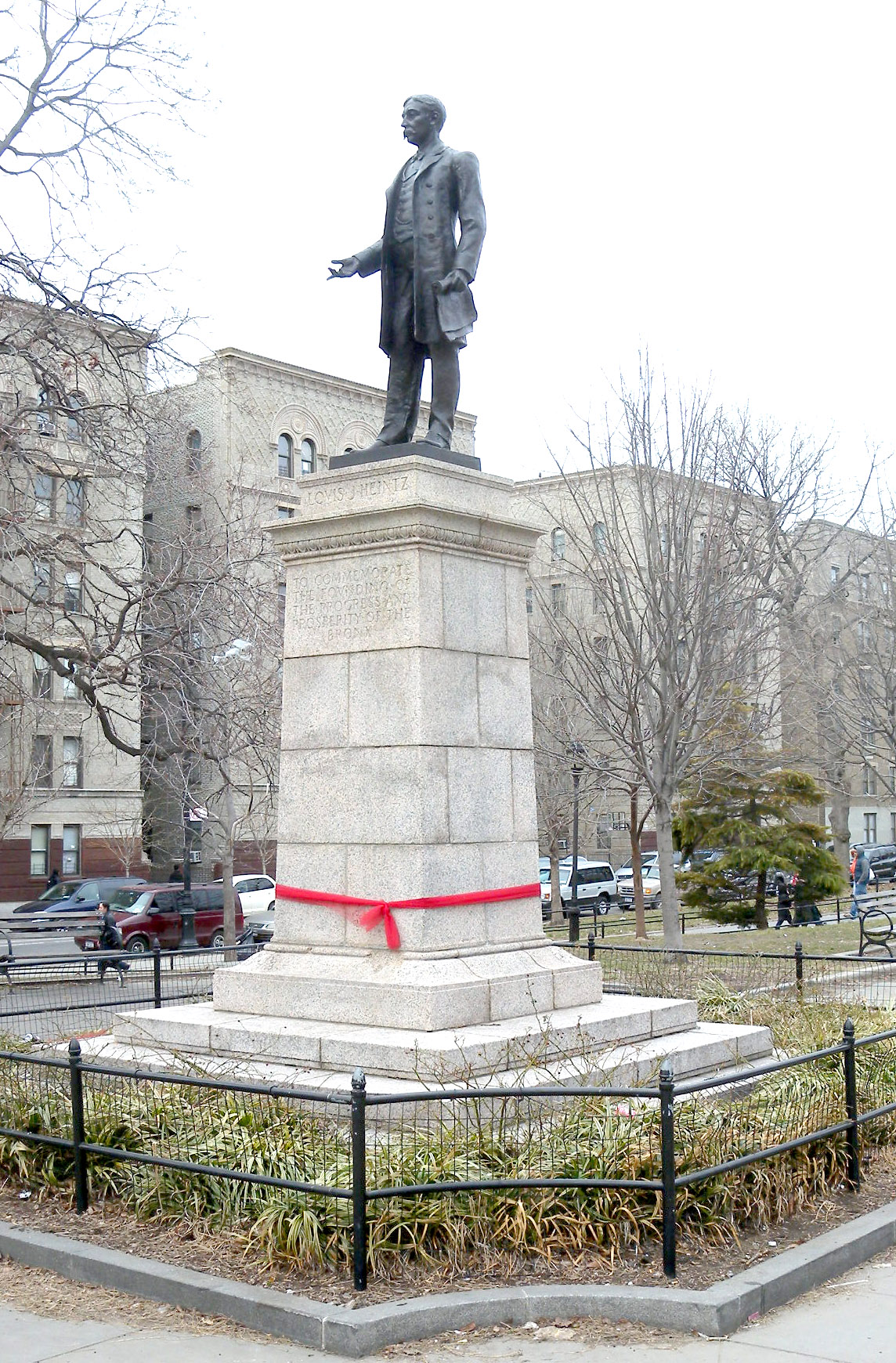
Statue de Louis J Heintz, promoteur de Grand Concourse, à Kilmer Park.

- Le romancier EL Doctorow a présenté le Grand Concourse dans une grande partie de ses écrits.
- Le quartier de Fordham Road - Concourse et la fontaine à soda de Krum sont présentés dans le roman The Old Neighbourhood d'Avery Corman[3]
- Dans l'histoire The Grand Concourse" (2007) de Jacob M. Appel[4], une femme qui a grandi dans le Lewis Morris Building revient dans le quartier de Morrisania avec sa fille adulte pour découvrir que le boulevard est loin de ce dont elle se souvient.
- Le Grand Concourse occupe une place de choix dans le roman Le Bûcher des vanités (1987) de Tom Wolfe, où son évolution du « sommet du rêve juif » et du « nouveau Canaan » vers une artère délabrée et dangereuse est vue à travers les yeux du procureur adjoint frustré, Larry Kramer.
- Dans la série télévisée Rhoda, les parents de Rhoda Morgenstern, Ida et Martin, vivent dans un appartement du Grand Concourse.
- Le Grand Concourse "Avenue" est mentionné dans l'acte un, scène une, de la pièce de Tony Kushner Angels in America: A Gay Fantasia on National Themes (1993), où le rabbin Isidor Chemelwitz la décrit comme un endroit d'immigrants de la première génération.
- Ayn Rand mentionne le Grand Concourse dans La Source vive (The Fountainhead), lorsque Dominique décide qu'un juge de paix du Connecticut l'épousera avec Peter Keating. Pour accélérer le voyage, Keating lui dit de « se rendre au Grand Concourse, il y a moins de lumières là-bas ».
- Dans l'épisode "Taking a Chance On Love" de la série télévisée Drôle de vie (The Facts of Life), Jo et son professeur de photographie discutent de l'art. Elle mentionne le Grand Concourse comme un endroit qui crée un sentiment en elle.

## Voir également
- Edgar Allan Poe Cottage
- 1100 Grand Concourse
- Paradise Theatre